# اکین مرت دایماز
اکین مرت دایماز (انگلیسی: Ekin Mert Daymaz؛ زادهٔ ۲ دسامبر ۱۹۹۰) بازیگر و مدل اهل ترکیه است. وی از سال ۲۰۱۴ میلادی تاکنون مشغول فعالیت بوده‌است.
از فیلم‌ها یا برنامه‌های تلویزیونی که وی در آن نقش داشته‌است می‌توان به ای داد از جوانی اشاره کرد.